# Cantón de Lure-Norte
El cantón de Lure-Norte era una división administrativa francesa, que estaba situada en el departamento de Alto Saona y la región de Franco Condado.

## Composición
El cantón estaba formado por once comunas, más dos fracciones de comuna, una de ellas, de la comuna que le daba su nombre:
- Adelans-et-le-Val-de-Bithaine (fracción)
- Amblans-et-Velotte
- Bouhans-lès-Lure
- La Côte
- Franchevelle
- Froideterre
- Genevreuille
- La Neuvelle-lès-Lure
- Lure (fracción)
- Malbouhans
- Pomoy
- Quers
- Saint-Germain

## Supresión del cantón de Lure-Norte
En aplicación del Decreto n.º 2014-164 de 17 de febrero de 2014, el cantón de Lure-Norte fue suprimido el 22 de marzo de 2015 y sus 13 comunas pasaron a formar parte; nueve del nuevo cantón de Lure-1 y cuatro del nuevo cantón de Lure-2.